# Chriacinae
De Chriacinae is een onderfamilie uit de Arctocyonidae van uitgestorven zoogdieren die van het Vroeg-Paleoceen tot het Vroeg-Eoceen in Noord-Amerika leefden. 
Naamgever en bekende geslacht van de familie is Chriacus, een neusbeerachtig dier dat aangepast was voor het leven in de bomen. De overige twee geslachten uit de Chriacinae zijn Prothryptacodon en Thryptacodon.